# Ezquerra
Ezquerra es una localidad del municipio burgalés de Villagalijo, en la Comunidad Autónoma de Castilla y León (España). 
La iglesia está dedicada a santa María la Mayor.

## Localidades limítrofes
Confina con las siguientes localidades:
- Al norte con San Miguel de Pedroso.
- Al este con San Clemente del Valle.
- Al sureste con Villagalijo.
- Al sur con Garganchón.
- Al oeste con Puras de Villafranca.

## Demografía
Evolución de la población
| Gráfica de evolución demográfica de Ezquerra entre 2000 y 2017     |
|                                                                    |
| Población de derecho (2000-2017) según el padrón municipal del INE |

## Historia
Así se describe a Ezquerra en el tomo VII del Diccionario geográfico-estadístico-histórico de España y sus posesiones de Ultramar, obra impulsada por Pascual Madoz a mediados del siglo XIX:

Lugar con ayuntamiento en la provincia, diócesis, audiencia territorial y capitanía general de Burgos (8 leguas), partido judicial de Belorado (1); Situado en un declive, donde le combaten los vientos N y S; siendo su clima templado, y las enfermedades más comunes afecciones catarrales. Cuenta 11 casas con la municipal; una escuela de ambos sexos frecuentada por 11 alumnos y dotada con 14 fanegas de trigo; y una iglesia parroquial (Santos Justo y Pastor), a cargo de un cura párroco. El término confina N San Miguel de Pedroso; E Villagalijo; S convento de monjas de Belorado, y O San Clemente del Valle. El terreno es de mediana calidad, cruzando por él el río Tirón, que tiene su origen en la sierra de Fresneda, de la laguna vulgarmente llamada Pozo Negro; baña por la izquierda a este pueblo y San Miguel de Pedroso y por la derecha a Belorado, habiendo sobre él un puente de madera; y al pie del lugar un monte poco poblado. Caminos: hay 2 de herradura y en muy buen estado que dirigen, el uno a San Clemente, y el otro a Belorado, Villagalijo y Pradoluengo. Correos: la correspondencia se recibe de Belorado por el valijero de Pradoluengo, los miércoles, viernes y domingos, y sale los martes, jueves y sábados. Producciones: trigo, cebada, yerbas, legumbres, patatas y hortaliza; ganado lanar, vacuno y caballar; caza de perdices, codornices, lobos y zorros, y pesca de truchas. Industria: la agricultura y un molino harinero. Población: 11 vecinos, 27 almas. Capital productivo: 201.710 reales. Imponible: 19.146. Contribución: 1.048 reales 1 maravedí. El presupuesto municipal asciende a 156 reales, y se cubre por reparto vecinal.
Diccionario geográfico-estadístico-histórico de España y sus posesiones de Ultramar